# Ismael Serrano
Ismael Serrano Morón (Madrid, 9 de març de 1974) és un cantautor espanyol de la generació de cantautors apareguda en els anys noranta. Les seves lletres, en llengua castellana, són una mescla de cançons d'amor i música reivindicativa, com és propi en la cançó d'autor. Serrano reconeix influències de Serrat, Luis Eduardo Aute, Joaquín Sabina o Silvio Rodríguez, així com de poetes com Luis García Montero o Mario Benedetti.

## Biografia
Ismael Serrano va néixer al barri de Vallecas (Madrid) el 9 de març de 1974. Estudià Ciències Físiques a la Universidad Complutense de Madrid i en aquesta època va començar a tocar en alguns locals madrilenys com el Libertad 8 o Galileo, donant-se a conèixer, fins que més tard va decidir abandonar els estudis. L'any 1997 va gravar el seu primer àlbum, Atrapados en azul, en el qual recuperava la cançó protesta i que inclou la seva cançó més coneguda, Papá cuéntame otra vez i altres temes com Vértigo o Un muerto encierras. Amb aquest primer treball va aconseguir donar-se a conèixer tant a Espanya com a Sud-amèrica.
La seva carrera va continuar amb el disc La memoria de los peces (1998). En aquest disc Ismael es preocupa pels problemes de Sud-amèrica, tal com mostren les cançons Vine del norte i A las madres de Mayo.
El 2000 publicà el seu tercer treball Los paraísos desiertos, disc amb el qual evolucionava musicalment, introduint nous ritmes (jazz…). Amb aquest àlbum va ser nominat al Goya a la millor cançó original per km. 0, cançó inclosa en la pel·lícula del mateix títol, dirigida per Juan Luis Iborra i Yolanda García Serrano.
En aquest període Serrano va col·laborar en diversos àlbums solidaris, com Son de niños (2000), o Encuentros en la Habana (2001), juntament amb altres artistes com Víctor Manuel, Serrat o Pablo Milanés.
El seu quart treball, La traición de Wendy, va sortir el 2002 mesclant diversos estils com la bossa nova, el jazz i el blues, en el tema Fue terrible aquel año. Va aconseguir dos Discs d'Or, a Espanya i a l'Argentina i va arribar ràpidament al número 1 en les principals tendes musicals madrilenyes. Després va començar una gira que el duria per tot Espanya i Sud-amèrica. Més tard vendria la seva segona experiència cinematogràfica, participant en la pel·lícula de Marcos Loayza El corazón de Jesús, on interpretava diverses cançons.
Després dels atacs terroristes de l'11 de setembre de 2001 i la invasió de l'Iraq de 2003 per part dels Estats Units Serrano es va centrar en la música reivindicativa, i va compondre cançons com Aquella tarde o Zona Cero. Aquests temes s'inclourien en el seu proper treball, Principio de incertidumbre (2003), doble àlbum i DVD en directe gravat els dies 8 i 9 de setembre en el Teatro Lope de Vega de Madrid. En aquest disc Serrano recuperà alguns temes antics, a més de sis nous temes, i van col·laborar-hi altres artistes com Lichis de La Cabra Mecánica, Pedro Guerra, Luis Eduardo Aute, o Javier Bergia. Amb aquest disc va aconseguir de nou el Disc d'Or a Espanya i Argentina i l'àlbum s'edità per primer cop als Estats Units.
L'11 de març del 2004 suspèn un concert a Barcelona pels atemptats de Madrid, que van ocórrer al seu barri, Vallecas. Aquest fet el va dur a compondre Fragilidad, que s'editaria en Naves ardiendo más allá de Orión (2005), el seu cinquè àlbum, en què inclou temes antics que encara no havien estat editats, Allí i Ya nada es lo que era, mostra les seves inquietuds a El virus del miedo i reivindicacions a Dulce memoria. Aconsegueix de nou Disc d'Or a Espanya i l'Argentina.
Des de l'11 de juny de 2007, apareixen a YouTube vídeos que avancen el seu proper treball, Sueños de un hombre despierto. La sortida és prevista per l'11 de setembre de 2007, data que coincideix amb l'atemptat a les Torres Bessones als Estats Units. A l'any 2015 publica el seu primer llibre de poesia " Ahora que la vida" amb l'editorial Frida i el 2019 publica el seu primer llibre de contes " El viento me lleva" amb l'editorial Grijalbo.

## Discografia
- Atrapados en azul (1997)
- La memoria de los peces (1998)
- Los paraísos desiertos (2000)
- La traición de Wendy (2002)
- Principio de incertidumbre (2003)
- Naves ardiendo más allá de Orión (2005)
- El viaje de Rosetta (2006)
- Sueños de un hombre despierto (2007)
- Un lugar soñado (2008)
- Acuérdate de vivir (2010)
- Todo empieza y todo acaba en ti (2012)
- La llamada (2014)
- 20 años: Hoy es siempre (2017)
- Todavía (2018)
- Seremos (2021)
- La canción de nuestra vida (2023)

## Consciència social
La figura del cantautor sempre s'ha definit per la seva consciència social y la cançó de protesta. Ismael Serrano canta sobre els problemes de la humanitat i anima els seus oients a cercar una nova realitat. Ja en el seu primer disc, en Papá cuéntame otra vez intenta deixondir a una joventut que ha perdut l'esperit combatiu de generacions passades. Ismael ha escrit sobre la guerrilla zapatista a México insurgente, sobre les víctimes de la repressió de les dictadures a Xile i Argentina a A las madres de Mayo i Vine del norte, sobre les guerres en l'Orient Pròxim, sobre la recuperació de la memòria de la Guerra Civil espanyola, etc. Ha col·laborat en multitud de concerts benèfics, discs, o concerts homenatge com el realitzat als republicans espanyols el juny de 2005 a Madrid, on interpretà Al bando vencido. També ha participat en actes polítics com la festa del PCE en diverses ocasions. Va tenir una columna titulada La ciudad es un mundo en el desaparegut periòdic espanyol Diario 16.